# Basia Stępniak-Wilk

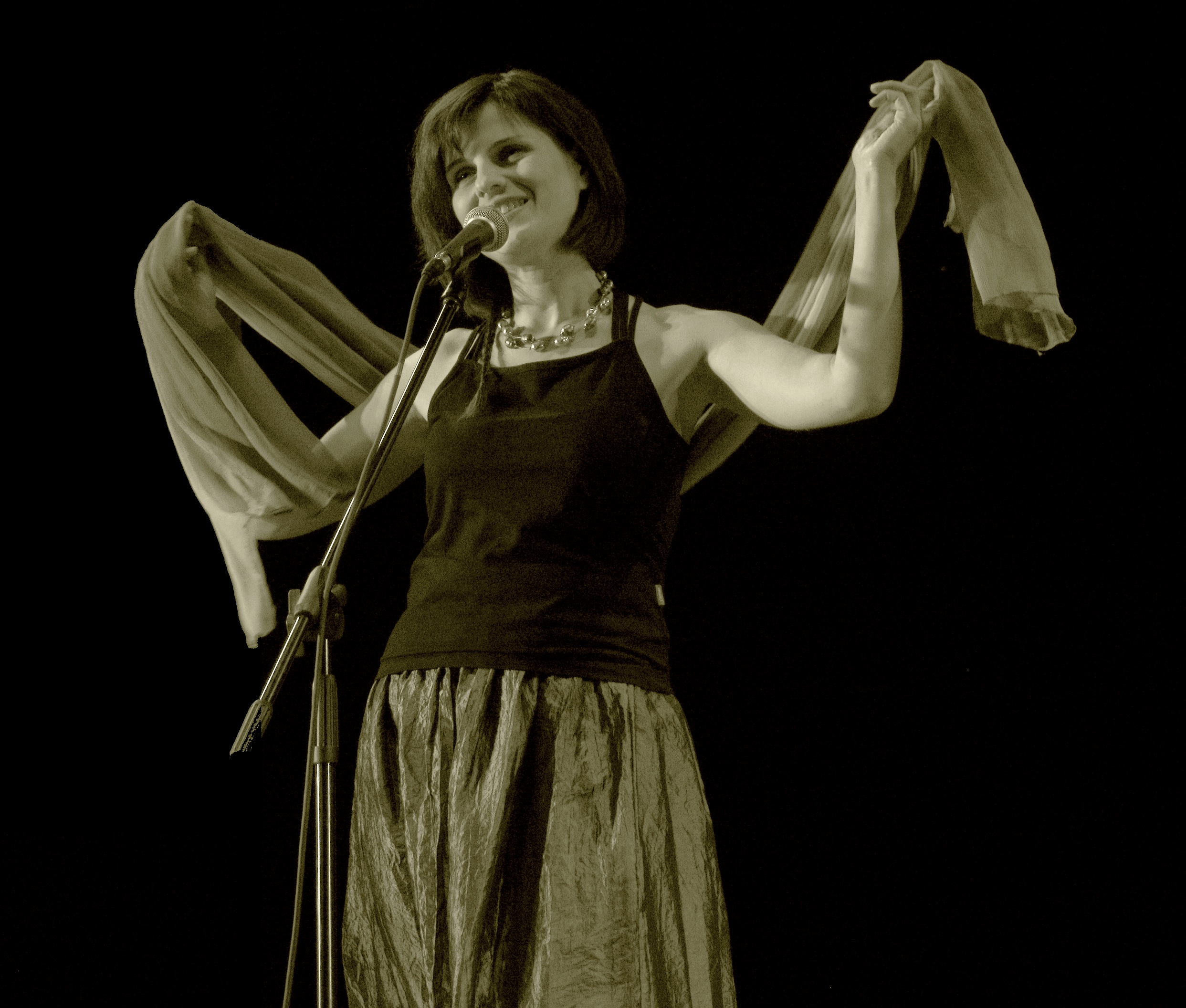
Basia Stępniak-Wilk podczas występu w Zielonej Górze, sierpień 2007

 Basia Stępniak-Wilk, właśc. Barbara Stępniak-Wilk (ur. 1 listopada 1969 w Lublinie) – polska poetka, kompozytorka i wykonawczyni poezji śpiewanej.
Związana jest z krakowskim teatrem Loch Camelot; występuje też w Piwnicy pod Baranami. Jest laureatką m.in. Grand Prix Ogólnopolskiego Przeglądu Piosenki Autorskiej OPPA (1998) oraz I miejsca i Nagrody im. Wojtka Bellona na Studenckim Festiwalu Piosenki w Krakowie (1995).
Pierwszą płytę (O obrotach) wydała w roku 1998 w formie tomiku poezji. Kolejne płyty to Trwaj chwilo niebieska. Pastorałki (2001), Grupa Apokryficzna (2004) oraz Słodka chwila zmian (2006). Kolejną płytą artystki są wydane w roku 2007 Obce kraje. W październiku 2012 ukazała się czwarta solowa płyta Przywidzenia (2012).
Od stycznia 2007 prowadzi w Radiu Kraków audycję Muzyczna bombonierka.
W roku 2011 ukazał się tomik poezji „Tyle nieba”, ilustrowany fotografiami Zbyszka Pajewskiego. Premiera miała miejsce 19 października 2011 w krakowskiej PWST.

## Dyskografia
- O obrotach (1998) + reedycja (2008)
- Trwaj chwilo niebieska (2001)
- Grupa Apokryficzna (2004)
- Słodka chwila zmian (2005)
- Obce kraje (2007)
- Muzyczna bombonierka - Wieczór NiePerwersyjny (2011)
- Przywidzenia (2012)
- Piosnek krzynkę pod choinkę (2019)

### Single
- Słodka chwila zmian (2006)
- Bombonierka (Basia i Grzegorz Turnau) (2006)
- Wiośnie nie![2] (Basia i Wojciech Mann) (2007)
- Bossa nova z Augustowa (Basia i Andrzej Poniedzielski) (2007)
- Futerko (2007)
- Pod słońce / Pośród cisz (2008)

## Życie osobiste
Mężem artystki jest realizator nagrań Aleksander Wilk